# HTS
HTS (англ. high-throughput satellite) — класс спутников связи с высокой пропускной способностью, которые обеспечивают увеличение общей пропускной способности по сравнению с традиционными спутниками от двух до 20 и более раз при том же самом орбитальном спектре частот.

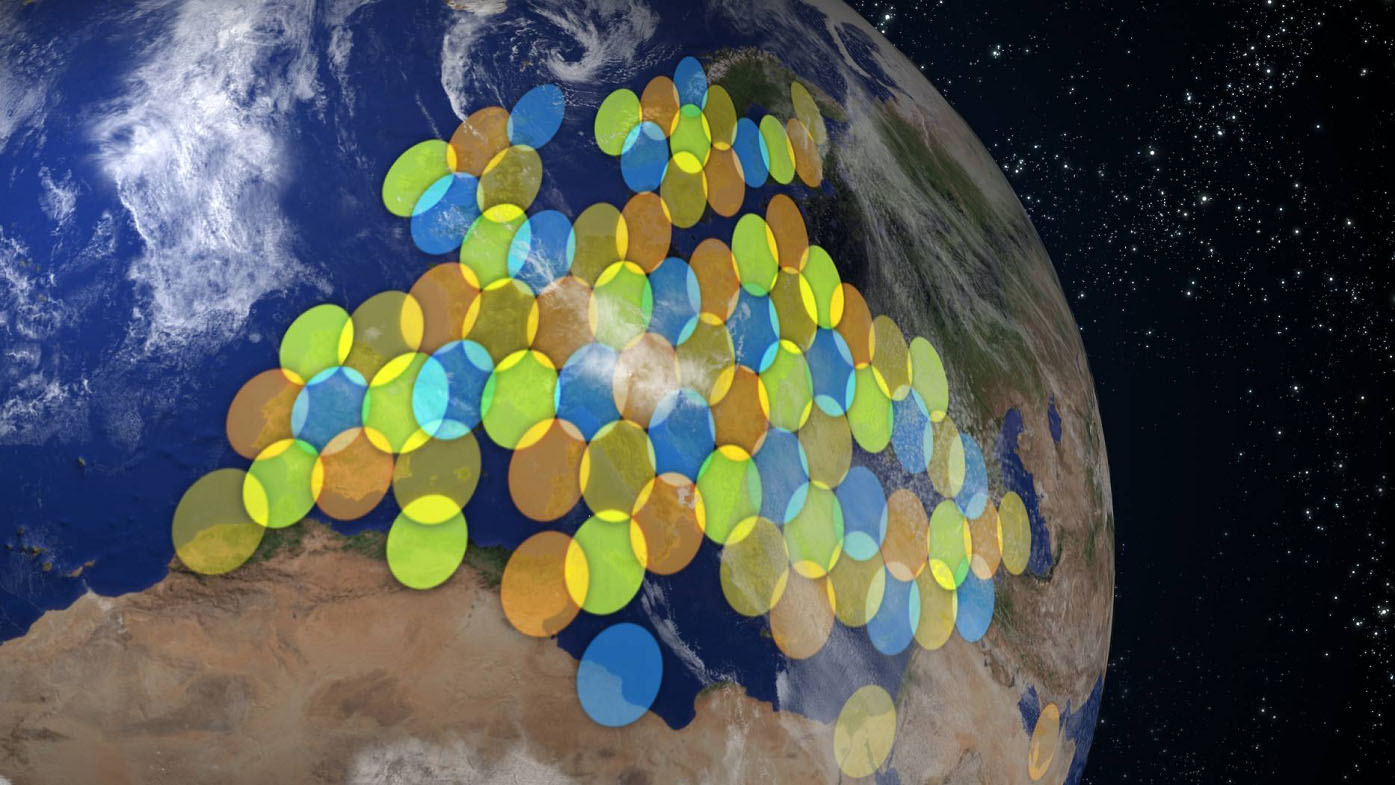
Лучи HTS спутника в Ка-диапазоне над Европой

Большая пропускная способность позволяет уменьшать стоимость использования спутникового канала. Наиболее известные спутники этой категории —  ViaSat-1 и EchoStar XVII  (известный также как Jupiter-1), они обеспечивают общую скорость передачи данных более 100 Гбит/с, что более чем в 100 раз превышает ёмкость традиционных спутниковых каналов. Спутник  ViaSat-1 был запущен в октябре 2011 года и имел  общую скорость передачи информации 140 Гбит/с, что больше, чем у всех остальных коммерческих спутников связи в Северной Америке.

## Конструкция
Принципиальная разница между HTS и традиционными спутниками состоит в наличии у первых множества лучей, что позволяет повторно использовать их частотный ресурс.
Основным элементом таких спутников является антенная система. Её параметры определяют потенциальные возможности всей системы. Выбор необходимых параметров антенной системы, рабочей зоны, ориентации лучей и др. влияет на окупаемость спутниковой системы. В настоящее время используются многолучевые зеркальные антенны, выполненные по типу «один рупор – один луч». Возможна также реализация бортовых многолучевых антенн с кластерными облучателями, так как это решение, несмотря на то, что проигрывает по антенным техническим параметрам, однако позволяет существенно сократить массу антенной системы HTS за счёт сокращения числа облучателей антенн в её составе. Патент на такие антенны был получен в России в 1994 году в корпорации РКК Энергия[значимость факта?], использовалась такая антенна на спутнике Ямал-100.
Аналитики Northern Sky Research считают, что пропускная способность HTS к 2020 году будет составлять до 1,34 Тбит/с, что позволит операторам спутников с годовой выручкой около $800 млн в 2012 году заработать до $2,3 млрд к 2021 году.

## Запуски
Запуск спутников класса HTS производится с 2004 года, среди них:
- Anik F2 (июль 2004)
- Thaicom 4 (IPSTAR) (август 2005)
- Spaceway-3 (август 2007)
- WINDS (февраль 2008)
- KA-SAT (декабрь 2010)
- Yahsat 1A (апрель 2011)
- ViaSat-1 (октябрь 2011)
- Yahsat 1B (апрель 2012)
- EchoStar XVII (июль 2012)
- HYLAS 2 (июль  2012)
- Astra 2E (сентябрь 2013)
- Inmarsat Global Xpress constellation (2013-2015)
- Sky Muster (NBN Co-1A) (октябрь 2015)
- Badr-7 for TRIO Connect (ноябрь 2015)
- Intelsat 29e (2016)
- Intelsat 33e (2016)
- Intelsat 32e (2017)
- Intelsat 37e (2017)
- SES-14 (Q4, 2017)
- Eutelsat 172B (2017)
- Fibersat-1 (Q4, 2018)[9]

На 2019 год намечен запуск спутника ViaSat-3, ориентированного на американский рынок. Антенная система этого спутника будет формировать 5 тыс. узких лучей. Заявленная пропускная способность составит около 1 Тбит/с.
В России проводится работа над HTS «Энергия-100». Его антенная система будет формировать 1,5 тыс. лучей.